# Cognin-les-Gorges
Cognin-les-Gorges är en kommun i departementet Isère i regionen Auvergne-Rhône-Alpes i sydöstra Frankrike. Kommunen ligger i kantonen Vinay som tillhör arrondissementet Grenoble. År 2022 hade Cognin-les-Gorges 619 invånare.

## Befolkningsutveckling
Antalet invånare i kommunen Cognin-les-Gorges
Referens:INSEE